# Bulbophyllum coloratum
Bulbophyllum coloratum là một loài phong lan thuộc chi Bulbophyllum.